# Randegg
Randegg ist eine Marktgemeinde mit 1839 Einwohnern (Stand 1. Jänner 2024) im Bezirk Scheibbs in Niederösterreich.

## Geografie
Randegg liegt im Mostviertel in der niederösterreichischen Eisenwurzen. Die Gemeinde liegt im Kleinen Erlauftal. Die Fläche der Marktgemeinde umfasst 51,87 Quadratkilometer. 38,87 Prozent der Fläche sind bewaldet.

### Klima
|                        | Jan  | Feb  | Mär  | Apr  | Mai  | Jun  | Jul  | Aug  | Sep  | Okt  | Nov  | Dez  |   |      |
| Mittl. Temperatur (°C) | −1,5 | −0,6 | 3,4  | 7,8  | 13,2 | 16,3 | 18,1 | 17,3 | 13,0 | 8,2  | 3,1  | −0,5 | ⌀ | 8,2  |
| Mittl. Tagesmax. (°C)  | 2,2  | 4,2  | 9,0  | 14,2 | 19,9 | 22,3 | 24,5 | 24,1 | 19,4 | 14,1 | 6,7  | 2,7  | ⌀ | 13,7 |
| Mittl. Tagesmin. (°C)  | −4,6 | −4,1 | −0,5 | 2,7  | 7,1  | 10,6 | 12,3 | 12,1 | 8,6  | 4,4  | 0,2  | −3,3 | ⌀ | 3,8  |
|                        |      |      |      |      |      |      |      |      |      |      |      |      |   |      |
| Niederschlag (mm)      | 80   | 75   | 97   | 83   | 109  | 116  | 142  | 132  | 107  | 72   | 94   | 92   | Σ | 1199 |
|                        |      |      |      |      |      |      |      |      |      |      |      |      |   |      |
| Luftfeuchtigkeit (%)   | 74,1 | 66,7 | 59,7 | 51,7 | 50,4 | 54,4 | 53,3 | 54,2 | 60,1 | 65,7 | 76,9 | 80,1 | ⌀ | 62,3 |

| −4,6 |

| −4,1 |

| −0,5 |

| 2,7 |

| 7,1 |

| 10,6 |

| 12,3 |

| 12,1 |

| 8,6 |

| 4,4 |

| 0,2 |

| −3,3 |

| −4,6 |

| −4,1 |

| −0,5 |

| 2,7 |

| 7,1 |

| 10,6 |

| 12,3 |

| 12,1 |

| 8,6 |

| 4,4 |

| 0,2 |

| −3,3 |

### Gemeindegliederung
Das Gemeindegebiet umfasst folgende 10 Ortschaften (in Klammern Einwohnerzahl Stand 1. Jänner 2024):
- Franzenreith (101)
- Graben (57)
- Hinterleiten (109)
- Hochkoglberg (141)
- Mitterberg (113)
- Perwarth (380)
- Puchberg bei Randegg (236)
- Randegg (359)
- Schliefau (199)
- Steinholz (144)

Am 1. Mai 1965 wurden die Gemeinden Franzenreith, Hochkoglberg, Perwarth und Puchberg bei Randegg zu Randegg eingemeindet.
Die Gemeinde besteht aus den Katastralgemeinden Franzenreith, Hochkoglberg, Perwarth, Puchberg bei Randegg, Randegg und Steinholz.

### Nachbargemeinden
| Neuhofen an der Ybbs (Bezirk Amstetten) | Euratsfeld (Bezirk Amstetten)               | Wang         |
|                                         | Kompassrose, die auf Nachbargemeinden zeigt |              |
| Waidhofen an der Ybbs (Statutarstadt)   | Ybbsitz (Bezirk Amstetten)                  | Gresten-Land |

## Geschichte

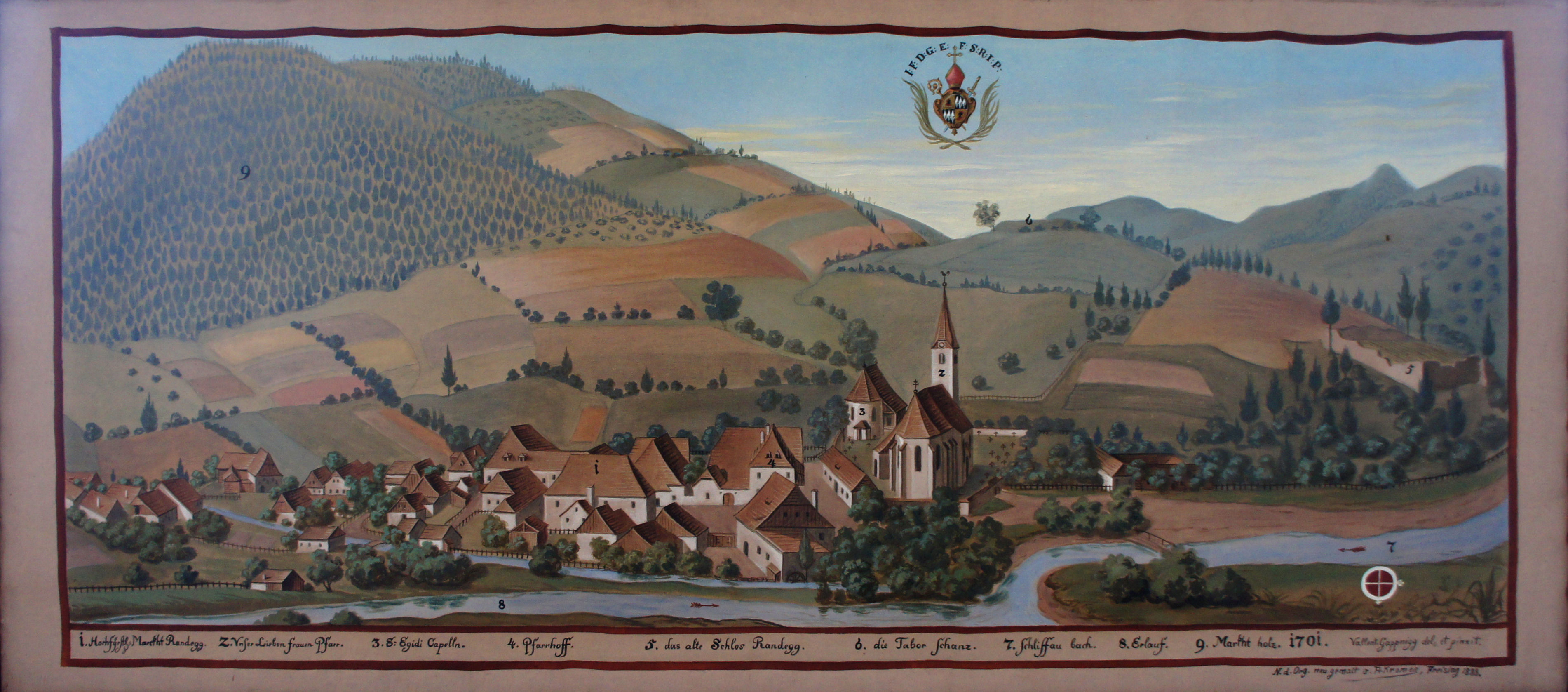
Randegg 1701 auf einem Gemälde im Fürstengang Freising

Noch vor der römischen Besatzung war Randegg wohl schon als keltische Siedlung rand-e-ack bekannt. Im Altertum war das Gebiet Teil der Provinz Noricum.
Die Bajuwaren herrschten nach 500 nach Christus über die Gebiete um Randegg. Ab 700 siedelten sich Slawen als bäuerliche Siedler an und lebten in dörflichen Verbänden organisiert. Im 9. Jahrhundert wurden Mönche aus Regensburg als Missionare zu ihnen geschickt.
Ab dem ausgehenden 10. Jahrhundert siedelte man bayrische Siedler an. Randegg war ab Ende des 10. Jahrhunderts Lehen der Bischöfe von Freising und Sitz eines Ortsadelsgeschlechts. Urkundlich wird Randegg erstmals 1193 mit Heinricus de Randeke erwähnt. Die spätgotische Pfarrkirche stammt aus dem 13. Jahrhundert. 1408 zerstörte Reinprecht II. von Walsee im Habsburgischen Bruderkrieg die Burgen der Zinzendorfer in Perwarth und Randeke (Randegg).
Die Eisen- und Stahlindustrie setzte sich in Randegg wahrscheinlich erst im 15. Jahrhundert durch, als in der Nähe des Marktes (bei der Strohmühle) ein Streckhammerwerk gebaut wurde; dieses wurde 1844 in ein Sensenwerk umgewandelt.
Die heutige politische Gemeinde entstand nach der Revolution von 1848/49 und der darauf folgenden Gemeindebildung im Jahr 1850.
1927 wurde die Schmalspurbahn Obergrafendorf–Gresten eröffnet, Randegg war damit an das Bahnnetz angeschlossen. Der Abschnitt von Wieselburg nach Gresten wird noch heute für den Güterverkehr betrieben.
Am 15. April 1945 wurden in Randegg beim Massaker im Schliefaugraben rund 100 jüdische Zwangsarbeiter durch Mitglieder der SS und der Hitlerjugend ermordet. Zur Erinnerung wurde 1980 ein Gedenkstein mit der Inschrift „Zum Gedenken der 100 KZ-Opfer im April 1945“ errichtet.
1965 wurden durch einstimmigen Beschluss der Gemeinden Franzenreith, Hochkoglberg, Perwarth und Puchberg und Randegg zur Großgemeinde Randegg zusammengelegt.
1987 kam es im Sägewerk Mosser, damals eines der modernsten Sägewerke Mitteleuropas, zu einem Großbrand infolge von Funkenflug bei Schweißarbeiten, der die Anlage völlig vernichtete.

### Einwohnerentwicklung
| Randegg: Einwohnerzahlen von 1869 bis 2024          | Randegg: Einwohnerzahlen von 1869 bis 2024 | Randegg: Einwohnerzahlen von 1869 bis 2024 | Randegg: Einwohnerzahlen von 1869 bis 2024 | Randegg: Einwohnerzahlen von 1869 bis 2024 |
| --------------------------------------------------- | ------------------------------------------ | ------------------------------------------ | ------------------------------------------ | ------------------------------------------ |
| Jahr                                                |                                            |                                            |                                            | Einwohner                                  |
| 1869                                                | 1869                                       |                                            | 1.704                                      | 1.704                                      |
| 1880                                                | 1880                                       |                                            | 1.798                                      | 1.798                                      |
| 1890                                                | 1890                                       |                                            | 1.722                                      | 1.722                                      |
| 1900                                                | 1900                                       |                                            | 1.852                                      | 1.852                                      |
| 1910                                                | 1910                                       |                                            | 1.854                                      | 1.854                                      |
| 1923                                                | 1923                                       |                                            | 1.838                                      | 1.838                                      |
| 1934                                                | 1934                                       |                                            | 1.881                                      | 1.881                                      |
| 1939                                                | 1939                                       |                                            | 1.857                                      | 1.857                                      |
| 1951                                                | 1951                                       |                                            | 1.856                                      | 1.856                                      |
| 1961                                                | 1961                                       |                                            | 1.857                                      | 1.857                                      |
| 1971                                                | 1971                                       |                                            | 1.837                                      | 1.837                                      |
| 1981                                                | 1981                                       |                                            | 1.842                                      | 1.842                                      |
| 1991                                                | 1991                                       |                                            | 1.872                                      | 1.872                                      |
| 2001                                                | 2001                                       |                                            | 1.934                                      | 1.934                                      |
| 2011                                                | 2011                                       |                                            | 1.914                                      | 1.914                                      |
| 2021                                                | 2021                                       |                                            | 1.863                                      | 1.863                                      |
| 2024                                                | 2024                                       |                                            | 1.839                                      | 1.839                                      |
| Quelle(n): Statistik Austria, Gebietsstand 1.1.2021 |                                            |                                            |                                            |                                            |

## Kultur und Sehenswürdigkeiten
- Burgruine Randegg
- Schlossruine Niederperwarth

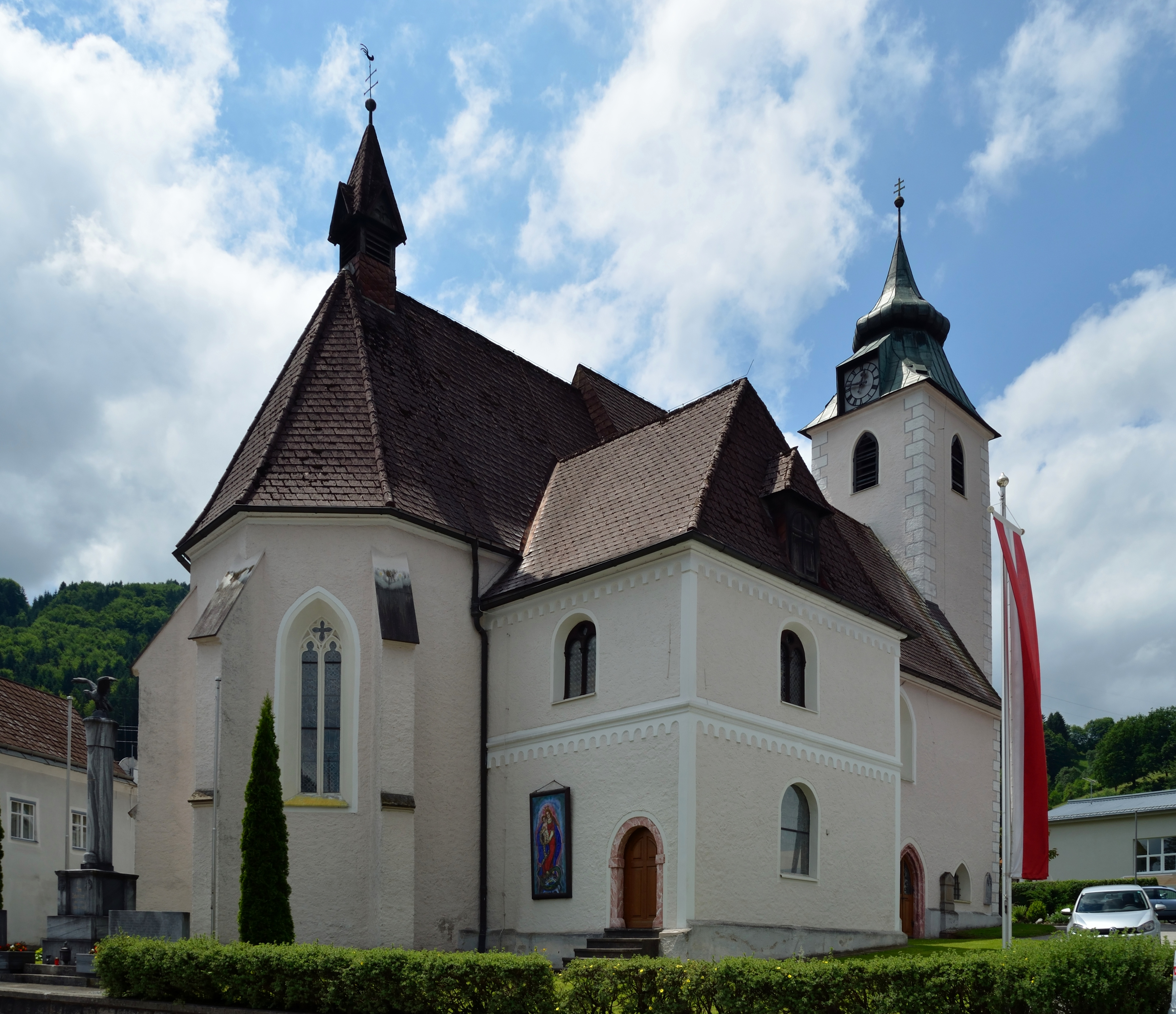
Pfarrkirche Randegg

- Katholische Pfarrkirche Randegg hl. Maria Unbefleckte Empfängnis
- Karner Randegg (Beinhaus)
- internationale Kunstausstellung Experimentelle, zusammen mit der deutschen Partnerortschaft Randegg (Gottmadingen) und weiteren Gemeinden

## Wirtschaft und Infrastruktur
Nichtlandwirtschaftliche Arbeitsstätten gab es im Jahr 2001 54, land- und forstwirtschaftliche Betriebe nach der Erhebung 1999 182. Die Zahl der Erwerbstätigen am Wohnort betrug nach der Volkszählung 2001 898. Die Erwerbsquote lag 2001 bei 47,93 Prozent.
Die Firmen Mosser Holzindustrie und Mosser Leimholz wurden 1924 als Sägewerk mit drei Mitarbeitern gegründet und haben heute an zwei  Standorten in Randegg und einen weiteren Standort in Wolfpassing insgesamt 220 Mitarbeiter in der Holzverarbeitungsindustrie.

### Bildung
In der Gemeinde gibt es einen Kindergarten, eine Volksschule und eine Mittelschule.

### Öffentlicher Verkehr
Die Autobuslinie 667 (Postbus) verbindet Randegg an Werktagen von Montag bis Samstag mehrmals täglich mit Gresten, Steinakirchen am Forst und Wieselburg; die Autobuslinie 660 an Werktagen von Montag bis Freitag mit Amstetten, Euratsfeld und Gaming.

## Politik
Der Gemeinderat hat 19 Mitglieder.
- Mit den Gemeinderatswahlen in Niederösterreich 1990 hatte der Gemeinderat folgende Verteilung: 15 ÖVP, 2 SPÖ und 2 Bürgerliste Randegg Aktiv.
- Mit den Gemeinderatswahlen in Niederösterreich 1995 hatte der Gemeinderat folgende Verteilung: 16 ÖVP, 2 SPÖ und 1 Bürgerliste Randegg Aktiv.[9]
- Mit den Gemeinderatswahlen in Niederösterreich 2000 hatte der Gemeinderat folgende Verteilung: 13 ÖVP, 4 Liste Dallhammer, 1 SPÖ und 1 Bürgerliste Randegg Aktiv.[10]
- Mit den Gemeinderatswahlen in Niederösterreich 2005 hatte der Gemeinderat folgende Verteilung: 12 ÖVP, 4 Liste Dallhammer und 3 SPÖ.[11]
- Mit den Gemeinderatswahlen in Niederösterreich 2010 hatte der Gemeinderat folgende Verteilung: 14 ÖVP, 3 Das echt notwendige bürgerliche Gemeindemodell (DENBGM) und 2 SPÖ.[12]
- Mit den Gemeinderatswahlen in Niederösterreich 2015 hatte der Gemeinderat folgende Verteilung: 15 ÖVP, 3 SPÖ und 1 FPÖ.[13]
- Mit den Gemeinderatswahlen in Niederösterreich 2020 hatte der Gemeinderat folgende Verteilung: 17 ÖVP und 2 SPÖ.[14]
- Mit den Gemeinderatswahlen in Niederösterreich 2025 hat der Gemeinderat folgende Verteilung: 14 ÖVP, 4 ATEAM (Team Strohmaier, SPÖ Liste) und 1 FPÖ.[15]

### Bürgermeister
- 1975 bis 1990 Adolf Riegler-Stangl
- 1990 bis 2010 Engelbert Wieser (ÖVP)
- 2010 bis Jänner 2024 Claudia Fuchsluger (ÖVP) (Tochter von Adolf Riegler-Stangl)
- seit Jänner 2024 Manfred Wieser (Sohn von Engelbert Wieser)

### Partnergemeinde
Seit 1969 pflegt Randegg eine Partnerschaft mit dem Ortsteil Randegg der deutschen Gemeinde Gottmadingen in Baden-Württemberg.

## Persönlichkeiten

### Ehrenbürger der Gemeinde
- 1997 Reinhold Mosser
- 1997 Ingeborg Mosser
- 2010 Engelbert Wieser, Altbürgermeister
- 2014 Gottfried Steinecker

### Söhne und Töchter der Gemeinde
- Leopold Schott (1807–1869), Bezirksrabbiner und Autor